# Izvorni znanstveni članak
Izvorni znanstveni članak (eng. original scientific paper), oblik znanstvenog rada. Kraći je od brošure i knjige. Glavni je i najčešći oblik znanstvene komunikacije. U njemu se iznose nove odnosno izvorne znanstvene spoznaje temeljene na izvornom znanstvenom istraživanju. Jasne je strukture. Poseban je oblik kratko priopćenje.